# Walter-Bremer-Institut

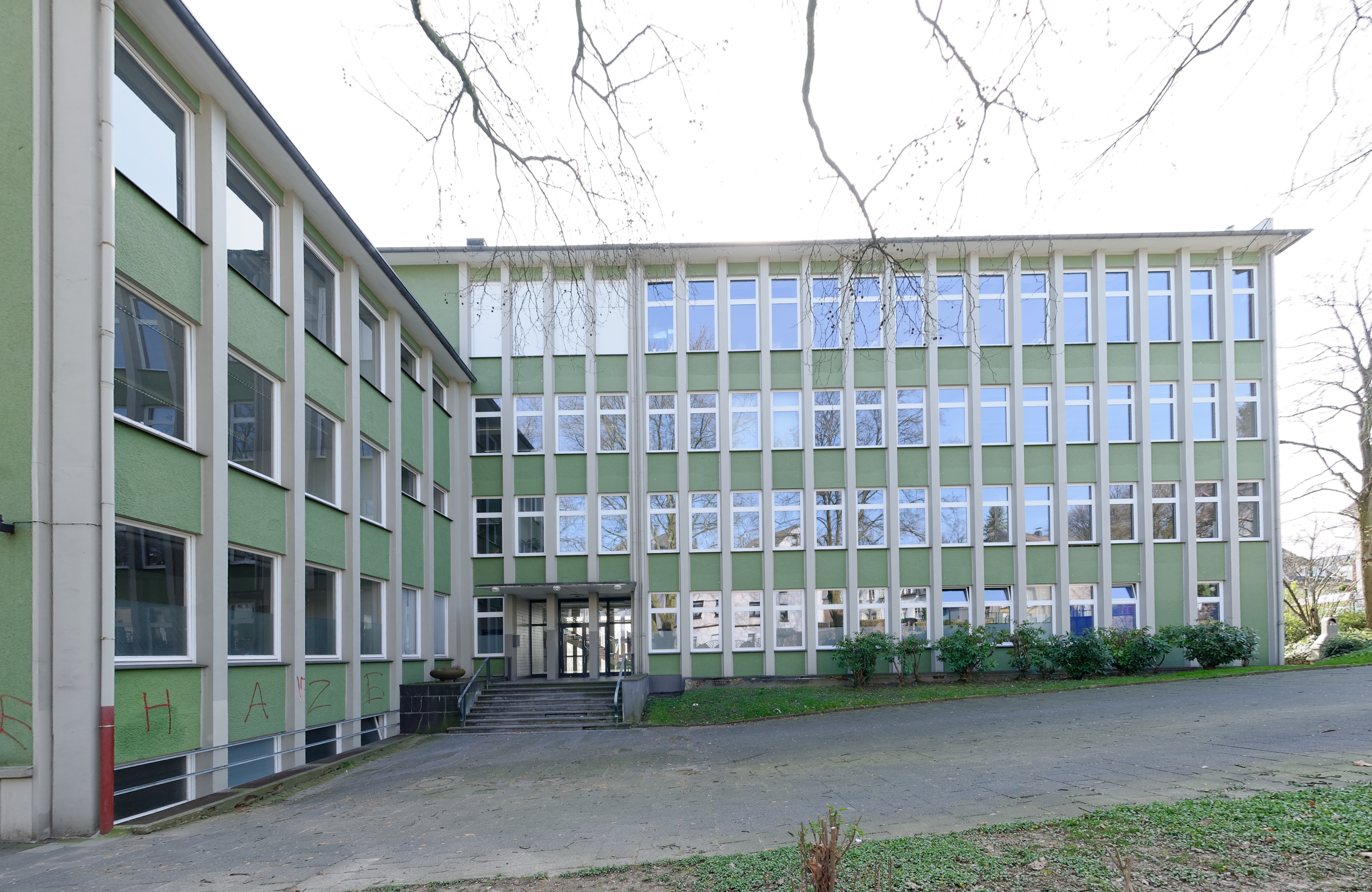
Friedrich-List-Berufskolleg mit Walter-Bremer-Institut

Das Walter-Bremer-Institut (kurz WBI) ist eine staatlich anerkannte Lehranstalt für pharmazeutisch-technische Assistenten (PTA) mit Sitz im nordrhein-westfälischen Solingen. Träger des Instituts ist die Stadt Solingen; benannt ist es nach seinem Gründer, dem ehemaligen Solinger Kommunalpolitiker und Apotheker Walter Bremer.

## Geschichte
1969, unmittelbar nach Einführung des neuen PTA-Berufs, wurde das Institut dank des besonderen Engagements seines Gründers Walter Bremer als PTA-Lehranstalt Solingen gegründet und konnte wenig später die ersten PTA ausbilden.
Im Jahre 1990 zog das Institut, dessen Unterricht zuvor in verschiedenen Gebäuden in der Stadtmitte stattfand, in die Räumlichkeiten der ehemaligen Hauptschule Merscheid in Solingen-Merscheid um. Zu Ehren seines Gründers benannte man es 1992 in Walter-Bremer-Institut um.
Aus Sparzwängen drohte Ende der 2000er Jahre die Schließung des Walter-Bremer-Instituts. Um die laufenden Kosten zu senken, wurde es 2009 räumlich mit dem Friedrich-List-Berufskolleg mitten im Stadtzentrum zusammengelegt. Im Jahr 2018 finanzierte sich das Institut hauptsächlich durch Schülerbeiträge, einen geringfügigen Zuschuss der Apothekerkammer Rheinland sowie städtische Zuschüsse. Letzte fielen jedoch aufgrund der Haushaltskonsolidierung der Stadt Solingen nach 2018 weg, so dass das Schulgeld erhöht werden musste. Die Apothekerkammer war hingegen nicht bereit, ihren Zuschuss zu erhöhen. Seit 2021 übernimmt das Land Nordrhein-Westfalen die Kosten für die Ausbildung, es muss kein Schulgeld mehr gezahlt werden.
Heute besuchen ca. 120 Auszubildende das Institut, weitere 50 befinden sich im Praktikum. Als Lehrkräfte stehen ihnen zwölf ausgebildete Apotheker zur Verfügung.